# Adzhosuchus
Adzhosuchus is een geslacht van uitgestorven Crocodylomorpha binnen de familie Shartegosuchidae. Er zijn fossielen gevonden in het zuidwesten van Mongolië die dateren uit het Laat-Jura.
De typesoort Adzhosuchus fuscus werd in 2000 benoemd door Efimow e.a. De geslachtsnaam verwijst naar de Adzh-Bogdo-bergen. De soortaanduiding betekent 'de donkere'. Het holotype is PIN 4174/5, een schedel met onderkaken.
Adzosuchus heeft een korte snuit die taps toeloopt en eindigt in een wigvormige voorzijde. De schedel was oorspronkelijk zo'n vijf centimeter lang.